# Gallate de méthyle
Le gallate de méthyle est un composé phénolique, l'ester de méthyle de l'acide gallique.

## Présence naturelle
Les feuilles de Triadica sebifera, le suif végétal de Chine, présentent une activité antivirale. Elles guérissent l'herpès. Des chercheurs ont pu en isoler le gallate de méthyle,.